# Sankt Antönien
Sankt Antönien és un municipi del cantó dels Grisons (Suïssa), situat al districte de Prättigau/Davos.

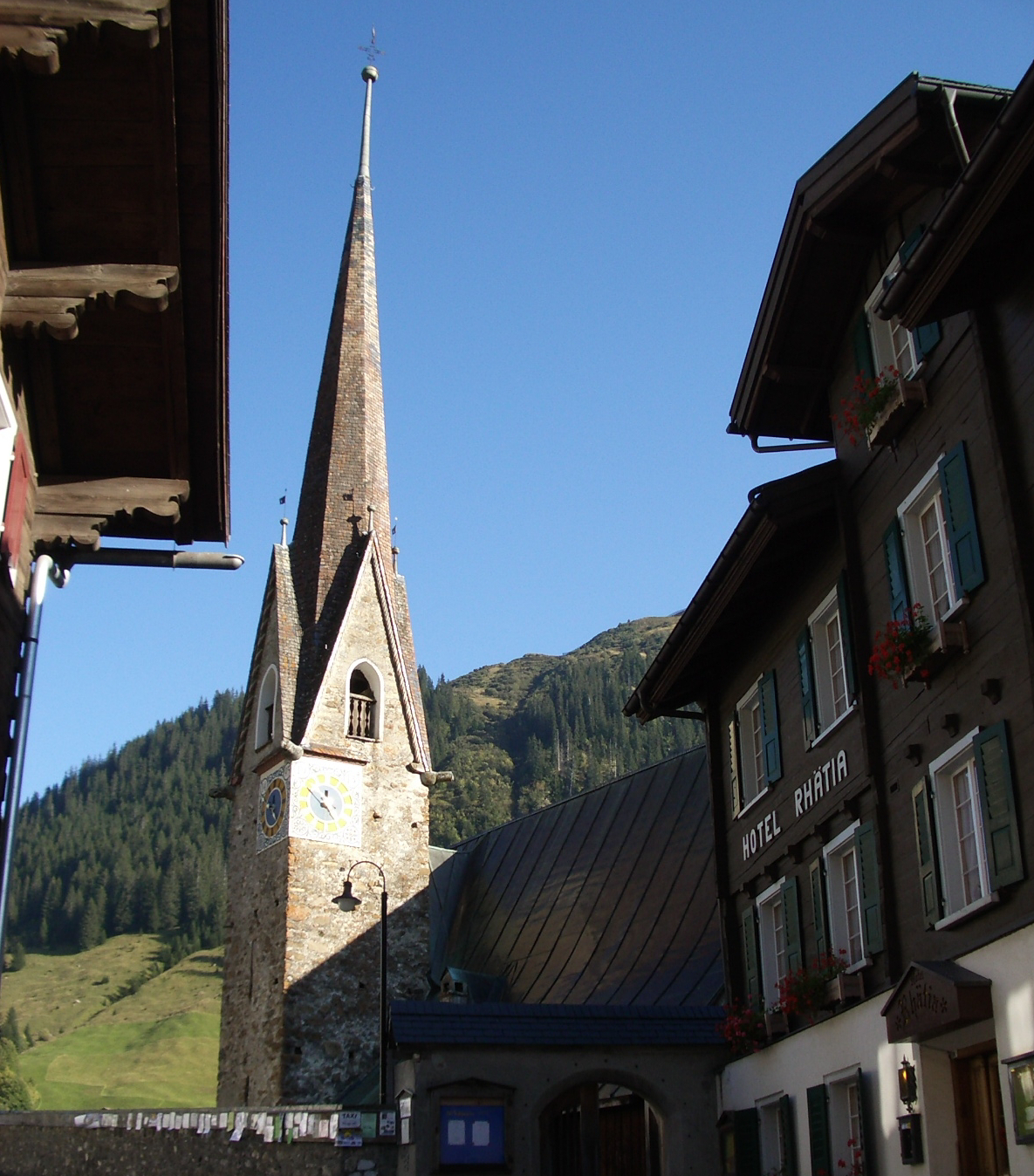
Vista del campanar